# John Everett Millais
Sir John Everett Millais (født 8. juni 1829, død 13. august 1896) var en engelsk kunstner og illustrator, som i 1849 stiftede Det Prærafaelitiske Broderskab sammen med William Holman Hunt og Dante Gabriel Rosetti.

## Billedgalleri
- Jesus som barn i tømmermandens værksted (1849–50)
- Brændehuggerens datter (1850-51)
- Duen vender hjem til arken (1851)
- Ophelia (ca. 1851)
- Hugenottens afsked med den elskede (1852)
- The Order of Release (1853)
- The Eve of St. Agnes, efter digt af Keats (udsnit, ca. 1863)
- Prinserne i Tower (1878)